# I Don't Wanna Live Forever
"I DOn't Wanna Live Forever"  je pjesma koju je snimio engleski pjevač-tekstopisac Zayn i američka pjevačica i tekstopisac Taylor Swift za soundtrack filma iz 2017. Pedeset nijansi mračnije. Pjesmu su napisali Swift, Sam Dew i Jack Antonoff, a pjesmu je producirao Antonoff. Singl je izdan 9. prosinca 2016, a glazbeni video pjesme objavljen je 27. siječnja 2017. 

## Ljestvice
| Ljestvice                  | Najviša pozicija |
| -------------------------- | ---------------- |
| Australija                 | 3                |
| Austrija                   | 2                |
| Češka                      | 2                |
| Francuska                  | 4                |
| Hrvatska                   | 8                |
| Italija                    | 5                |
| Njemačka                   | 2                |
| Portugal                   | 4                |
| Sjedinjene Američke Države | 2                |
| Ujedinjeno Kraljevstvo     | 5                |